# Castillo del despoblado de Zamarrilla
El castillo o casa-fuerte de Zamarrilla, casa-fuerte de los Duranes, castillo o casa-fuerte de Zamarrillas o castillo de Salores es una edificación defensiva del siglo XIV. Se encuentra en el término municipal de Cáceres, provincia de Cáceres, Extremadura.

## Acceso
Para llegar a la casa fuerte desde Cáceres hay que coger la Nacional 630 en el desvío hacia el «pantano de Valdesalor y Torreorgaz» que está a unos 10 km de Cáceres, seguir esta carretera secundaria unos seis km hasta llegar bajo un acueducto de riego, girar a la izquierda, segir una pista accesible para vehículos hasta el poblado, que se ve según se va aproximando el vehículo al lugar.

## La casa-fuerte
Todavía se conservan algunas casas de cierto porte de lo que fue un arrabal de Cáceres como la antigua iglesia parroquial, la casa fuerte en la cima de un cerro y algunas casas. De la fortaleza solo quedan en pie algunos muros exteriores e interiores que dan idea de que era una fuerte y voluminosa construcción. Sobresale la torre del homenaje que, si bien está desmochada, debió tener gran porte y altura. A partir del siglo XV se le fueron añadiendo varias construcciones. De lo que se cree que fue la capilla, solo se conservan los arranques de las bóvedas.